# Coupe de l'IHF masculine 1984-1985
Navigation
Coupe de l'IHF 1983-1984 Coupe de l'IHF 1985-1986
La Coupe de l'IHF masculine 1984-1985 est la 4e édition de la Coupe de l'IHF, aujourd'hui appelée Ligue européenne masculine de handball.
Organisée par la Fédération internationale de handball (IHF), la compétition est ouverte à 26 clubs de handball en fonction de leurs résultats dans leur pays d'origine lors de la saison 1983-1984.
Elle est remportée par le club roumain du HC Minaur Baia Mare, vainqueur en finale du club soviétique du SII Zaporojié.

## Résultats

### Premier tour
Huit clubs sont exemptés de ce tour préliminaire et son directement qualifiés pour les huitièmes de finale : Helsingør IF, Lokomotiva Trnava, Valur Reykjavík, Tecnisa Alicante, Volán Szeged, TUSEM Essen, RK Proleter Zrenjanin et TV Zofingen.
Les résultats du premier tour sont :
| Équipe 1            | Score   | Équipe 2       | Aller | Retour |
| ------------------- | ------- | -------------- | ----- | ------ |
| Kristiansands IF    | 43 – 52 | SC Leipzig     | 21-21 | 22-31  |
| Sjundeå IF          | 52 – 53 | Ystads IF      | 26-27 | 26-26  |
| WAT Margareten      | 48 – 45 | HV Aalsmeer    | 26-20 | 22-25  |
| Sporting Neerpelt   | 43 – 41 | HC Rovereto    | 25-24 | 18-17  |
| HC Berchem          | 36 – 46 | USAM Nîmes     | 18-21 | 18-25  |
| VIF Dimitrov Sofia  | 40 – 56 | SII Zaporojié  | 18-30 | 22-26  |
| HC Minaur Baia Mare | 86 – 40 | İTÜ Istanbul   | 45-17 | 41-23  |
| Athinaïkós          | 37 – 46 | Hapoël Rehovot | 19-21 | 18-25  |

Parmi les résultats, l'USAM Nîmes s'est imposé face au HC Berchem :
- Match aller : HC Berchem -  USAM Nîmes 18-21 (7-10).
  - HC Berchem : Jarzynski (4, dont 2 pen.), Braun (4), Pettico (3), Sinner (3), Muller (2), Diederich (1), Theis (1).
  - USAM Nîmes : Portes (7, dont 1 pen.), G. Derot (7, dont 2 pen.), Grandjean (2), Courbier (2), J.-L. Derot (2), Michel (1).
- Match retour : USAM Nîmes - HC Berchem 18-14 (10-12)
  - USAM Nîmes : Roland (1), Volle (1), Sanchez (2), Téoule (2), Grandjean (2, dont 1 pen.), Courbier (3), G. Derot (3), Portes (4).
  - HC Berchem : Theis (2), Gouergen (1), Duederich (1), Jarzinski (2, dont 1 pen.), Piciccio (3), Muller (3), Braun (2).

### Huitièmes de finale
Les résultats des huitièmes de finale sont :
| Équipe 1            | Score   | Équipe 2              | Aller | Retour  |
| ------------------- | ------- | --------------------- | ----- | ------- |
| HC Minaur Baia Mare | 58 – 44 | Helsingør IF          | 32-25 | 26-19   |
| SC Leipzig          | 38 – 38 | Lokomotiva Trnava     | 23-19 | 15-19   |
| USAM Nîmes          | 36 – 39 | WAT Margareten        | 21-17 | 15-22   |
| Valur Reykjavík     | 39 – 40 | Ystads IF             | 20-17 | 19-23   |
| Sporting Neerpelt   | 40 – 25 | Hapoël Rehovot        | 19-25 | 21-10   |
| Tecnisa Alicante    | 62 – 55 | Volán Szeged          | 29-24 | 33-31   |
| TUSEM Essen         | 38 – 39 | RK Proleter Zrenjanin | 21-16 | 17-23   |
| TV Zofingen         | forfait | SII Zaporojié         | 19-17 | forfait |

### Quarts de finale
Les résultats des demi-finales sont :
| Équipe 1            | Score   | Équipe 2              | Aller | Retour |
| ------------------- | ------- | --------------------- | ----- | ------ |
| HC Minaur Baia Mare | 68 – 51 | Lokomotiva Trnava     | 37-22 | 31-29  |
| WAT Margareten      | 39 – 36 | Ystads IF             | 16-17 | 23-19  |
| Tecnisa Alicante    | 59 – 46 | Sporting Neerpelt     | 36-17 | 23-29  |
| SII Zaporojié       | 61 – 41 | RK Proleter Zrenjanin | 33-16 | 28-25  |

### Demi-finales
Les résultats des demi-finales sont :
| Équipe 1            | Score   | Équipe 2         | Aller | Retour |
| ------------------- | ------- | ---------------- | ----- | ------ |
| HC Minaur Baia Mare | 65 – 44 | WAT Margareten   | 37-19 | 28-25  |
| SII Zaporojié       | 48 – 35 | Tecnisa Alicante | 27-16 | 21-19  |

### Finale
Les résultats de la finale est :
| Équipe 1            | Score   | Équipe 2      | Aller | Retour |
| ------------------- | ------- | ------------- | ----- | ------ |
| HC Minaur Baia Mare | 36 – 35 | SII Zaporojié | 22-17 | 14-18  |

## Le champion d'Europe
| Champion d'Europe - Coupe de l'IHF 1984-1985 HC Minaur Baia Mare 1er titre |

L'effectif du HC Minaur Baia Mare était :
- Mircea Petran
- Maricel Voinea
- Nicolae Neșovici
- Iosif Boroș
- Viorel Haidu
- Doru Porumb
- Olimpiu Flangea
- Mihai Mironiuc
- Nicolae Voinea
- Gheorghe Covaciu
- Sorin Rădulescu
- Alexandru Stamate
- Ion Marta
- Iosif Oros
- Entraîneur : Lascăr Pană